# Leistungsbilanz (Energietechnik)
Mit dem Begriff Leistungsbilanz wird in der elektrischen Energietechnik die Berechnung zur bedarfsgerechten Auslegung der Versorgungsanlagen und - netze wie beispielsweise Transformatoren oder Netzersatzaggregate beschrieben. Bei dieser Berechnung werden die Scheinleistungen der Verbraucher der elektrischen Anlage unter Berücksichtigung von Gleichzeitigkeitsfaktoren summiert. Somit wird der elektrische Energiebedarf einer Anlage aus der installierten elektrischen Leistung, also aus der Summe aller elektrischen Verbraucher multipliziert mit den jeweiligen Gleichzeitigkeitsfaktoren, bilanziert. Vor diesem Hintergrund werden Leistungsbilanzen für elektrische Verbraucher, zum Beispiel in der EN 3830, auch als Energiebilanz bezeichnet.

## Vorgehensweise zur Erstellung bei der Bauplanung
In der Planungsmatrix von dem Blatt 1 der VDI 6026 wird das Erstellen einer überschlägigen Leistungsbilanz der Leistungsphase Vorplanung nach HOAI und die Erstellung einer abschließenden Leistungsbilanz für die KG 440 Starkanlagen nach DIN 276 der Entwurfsplanung zugeordnet. Die Erstellung der Unterlage ist also Teil der Fachbauplanung für die technische Gebäudeausrüstung (TGA). Im Anhang der AMEV EltAnlagen 2020 wird in dem Kapitel Planungshilfe für elektrische Leistungsbilanzen für das Normal- und Ersatznetz die Vorgehensweise zur Erstellung einer Leistungsbilanz für öffentliche Gebäude beschrieben. Die hier genannten Werte für den spezifischen Leistungsbedarf je Gebäudenutzung und die Gleichzeitigkeitsfaktoren je Verbrauchergruppe lassen sich auch auf andere Gebäude adaptieren. In einem ersten Schritt werden alle elektrischen Verbraucher der Netzverteilung (Unterverteilungen) aufgelistet und mit je einer Gleichzeitigkeit g verknüpft. Die Gleichzeitigkeitsfaktoren (Bemessungsbelastungsfaktor, englisch Rated Diversity Factor, RDF) liegen dabei üblicherweise zwischen g = 0,1 bis g = 1,0.
In dem nächsten Schritt werden die Verbraucher der übergeordneten Verteilerstufe, also zum Beispiel der Niederspannungshauptverteilung (NSHV) zusammengefasst. Bei dieser Verteilungsstufe ist die elektrische Leistungsbilanz die Summe aller Scheinleistungen der Hauptverteiler, die mit einer Gesamtgleichzeitigkeit zusammengefasst werden können. Hier wird üblicherweise mit einem Gleichzeitigkeitsfaktor von 0,4 bis 0,8 gerechnet. Die Abstufungen der Ebenen lassen sich beliebig erweitern, jedoch ist in der Praxis von maximal zwei bis drei Verbraucherstufen auszugehen. 
Die endgültige elektrische Leistungsbilanz zur Dimensionierung der Mittelspannungstrafos umfasst die Summe aller untergeordneten Verbrauchsanlagen, die dann wiederum mit einem Gebäude-Gleichzeitigkeitsfaktor verknüpft sind. Üblicherweise wird in der letzten Stufe mit einem Gesamtgleichzeitigkeitsfaktor von 0,7 bis 0,95 gerechnet. Das Ergebnis bezeichnet die elektrische Gesamtanschlussleistung eines Gebäudes bzw. einer elektrischen Verbrauchsanlage. Dabei ist zu beachten, dass hier mit den Scheinleistungen gerechnet wird, da die Mittelspannungstrafos ebenfalls mit Verlustleistung behaftet sind. Die elektrische Leistungsbilanz kann aber auch mit der reinen Wirkleistung aufgestellt werden, wobei die einzelnen Scheinleistungen zur Dimensionierung der Hauptversorgungsleitungen und der Hauptverteilungen dann jeweils mit einem geschätzten Leistungsfaktor {\displaystyle \cos \varphi } zu verknüpfen sind.
Auch bei der Planung von Gebäudeautomationsanlagen ist eine Leistungsbilanz, die alle Leistungsdaten der aufzuschaltenden Anlagen je Automationsschwerpunkten enthält, zu erstellen.